# Ricardo-Urteil (Rechtsgeschäftslehre)
Das Ricardo-Urteil ist eine Entscheidung des deutschen Bundesgerichtshofs (Urteil vom 7. November 2001 – VIII ZR 13/01 = BGHZ 149, 129 ff.) zum Zustandekommen von Verträgen im Internet, insbesondere bei Internet-Auktionen.

## Sachverhalt
Die Parteien stritten darüber, ob sie im Juli 1999 bei einer Auktion auf der Internet-Plattform ricardo.de einen wirksamen Kaufvertrag über einen Pkw geschlossen haben.
Laut Allgemeinen Geschäftsbedingungen (AGB) von ricardo.de finden § 156 BGB, § 34b GewO und die Verordnung über gewerbsmäßige Versteigerungen keine Anwendung (Präambel, Abs. 3 der AGB). Ein Gebot stelle ein verbindliches Kaufangebot dar (§ 4 Abs. 1), wobei sie einen eventuell angegebenen Mindestpreis erreichen müssen (§ 4 Abs. 4). Der Anbietende erklärt sich automatisch mit dem höchsten gültigen Gebot einverstanden (Annahme), soweit der Mindestpreis erreicht wurde (§ 5 Abs. 4).
Der Beklagte, nebenberuflicher EU-Reimporteur für Kraftfahrzeuge, bot einen neuen VW-Passat zum Startpreis von 10 DM an. Dabei setzte er keinen Mindestkaufpreis. Nach fünf Tagen endete die Auktion mit einem Höchstgebot des Klägers von 26.350 DM. Er verlangte die Übergabe und Übereignung des PKW Zug um Zug gegen Zahlung des gebotenen Kaufpreises. Der Beklagte lehnte mit der Begründung ab, es sei noch kein Vertrag zustande gekommen. Er war jedoch zu einem Verkauf des Fahrzeugs zum Preis von 39.000 DM bereit, was der Kläger ablehnte. Vorsorglich focht er seine etwaige Willenserklärung wegen eines Versehens bei der Eingabe des Startpreises an.

## Entscheidungsgründe
Während das Ausgangsgericht davon ausgegangen war, dass das Einstellen einer Transaktion bei einer Online-Auktion durch den Verkäufer ebenso wie ein Verkaufsangebot im Fernabsatz oder Warenauslagen im Schaufenster regelmäßig als invitatio ad offerendum und nicht als verbindliche Willenserklärung zu qualifizieren sei und die Klage abwies, entschied das Berufungsgericht, der Einlieferer gebe keine bloße invitatio ad offerendum, sondern eine bindende Offerte zum im Bietzeitraum eingehenden Höchstgebot ab.  Der BGH bestätigte, dass es sich bei online-„Auktionen“ der vorliegenden Art um einen sog. Verkauf gegen Höchstgebot handelt, der nach den allgemeinen Vorschriften der §§ 145 ff. BGB zustande kommt.
Der BGH schloss sich den Ausführungen des Berufungsgerichts an, wonach die Freischaltung der Angebotsseite durch den Beklagten bereits ein rechtsverbindliches Verkaufsangebot darstelle, das der Kläger durch sein Höchstgebot angenommen habe. Die Allgemeinen Geschäftsbedingungen bildeten die Auslegungsgrundlage dafür, wie die Parteien die jeweilig abgegebenen Erklärungen verstehen durften. Soweit die vom Beklagten mit der Freischaltung abgegebene Erklärung als Annahme bezeichnet werde, liege darin eine rechtlich unschädliche Falschbezeichnung; tatsächlich erfülle diese Erklärung bereits alle Anforderungen an ein rechtsverbindliches Angebot und sei nicht lediglich eine „invitatio ad offerendum“. Selbst wenn die mit der Freischaltung der Angebotsseite verbundene Erklärung des Beklagten nicht als Antrag im Sinne des § 145 BGB anzusehen wäre, stellte sie jedenfalls eine antizipierte Annahmeerklärung hinsichtlich des durch den letzten Bieter wirksam abgegebenen Angebots dar.
Auch unter dem Gesichtspunkt einer AGB-Kontrolle bestünden gegen die Wirksamkeit der Willenserklärung des Beklagten keine Bedenken. Die Allgemeinen Geschäftsbedingungen entfalteten über ihre Bedeutung für die Auslegung der Parteierklärungen hinaus keine rechtliche Wirkung, so dass es auf ihre Wirksamkeit nicht ankomme.
Die vom Beklagten erklärte Anfechtung seiner Willenserklärung greife nicht durch. Der geltend gemachte Erklärungsirrtum habe, wie der Beklagte im Rahmen seiner persönlichen Anhörung eingeräumt habe, nicht vorgelegen; im übrige fehle es auch an der Ursächlichkeit des Irrtums für die Abgabe der Willenserklärung und an der Unverzüglichkeit der Anfechtungserklärung.
Ob das Einstellen der Transaktion als Willenserklärung des Verkäufers auszulegen ist, die über den Betreiber der Online-Auktions-Plattform als Empfangsvertreter allen anderen Nutzern unmittelbar nach der Abgabe zugeht, ist in der Literatur umstritten.